# Městský okruh
Il Městský okruh (letteralmente: «raccordo anulare urbano») è una superstrada che circonda parzialmente il centro della città di Praga.
Sono in corso i lavori per completare l'anello.